# 12275 Marcelgoffin
12275 Marcelgoffin (1990 VS5) là một tiểu hành tinh vành đai chính.